# 함양 정여창 사당비
함양 정여창 사당비는 대한민국 경상남도 함양군 안의면 풍산리, 용문서원의 자리에 남아 있는 일두 정여창의 사당비이다. 1997년 1월 30일 경상남도의 문화재자료 제239호 일두정여창선생 사당비로 지정되었다가, 2018년 12월 20일 현재의 명칭으로 변경되었다.

## 개요
용문서원의 자리에 남아 있는 일두 정여창의 사당비이다.
정여창(1450∼1504)은 일찍이 아버지를 여의고 혼자서 공부하다가 김종직의 문하로 들어갔다. 성조 11년(1480)에 성조가 경학에 밝은 사람을 구하자 성균관에서 그를 천거하였다. 연산군 1년(1495)에는 안음현감이 되어 백성을 어질게 다스렸으며, 「편의수십조」라는 법을 지어 시행하자 정치가 맑아져, 백성들로부터 칭송을 들었다. 무오사화(1498)로 경성으로 유배되었고, 갑자사화(1504) 때 죽음을 당했다.
비는 거북받침돌 위에 비몸을 세우고 용을 조각한 머릿돌을 얹은 모습으로, 조각이 매우 정교하고 뚜렷하다. 비문은 갈천 임훈이 글을 짓고, 석곡 성팽년이 글씨를 썼다.
조선시대 5현(賢)으로 추앙받는 정여창의 높은 뜻을 기리기 위해 선조 16년(1583)년에 이 비를 세웠다.

## 참고 문헌
- 함양 정여창 사당비 - 국가유산청 국가유산포털